# Лудост
Лудост или безумие е нелечимо тежко психично заболяване. Свързва се с широк спектър на ненормални и неадекватни промени в поведението. Лудостта може да се прояви като насилие, като нарушаване на обществените норми, правила и потенциално да постави околните и самия болен в опасност.
Много често в ежедневието терминът се използва за някой, който е нестабилен психически. В медицината обаче общият термин лудост се избягва като отстъпва място на специфичното заболяване и диагноза, например шизофрения, психоза, хистерия и други.